# Antonio Palacios

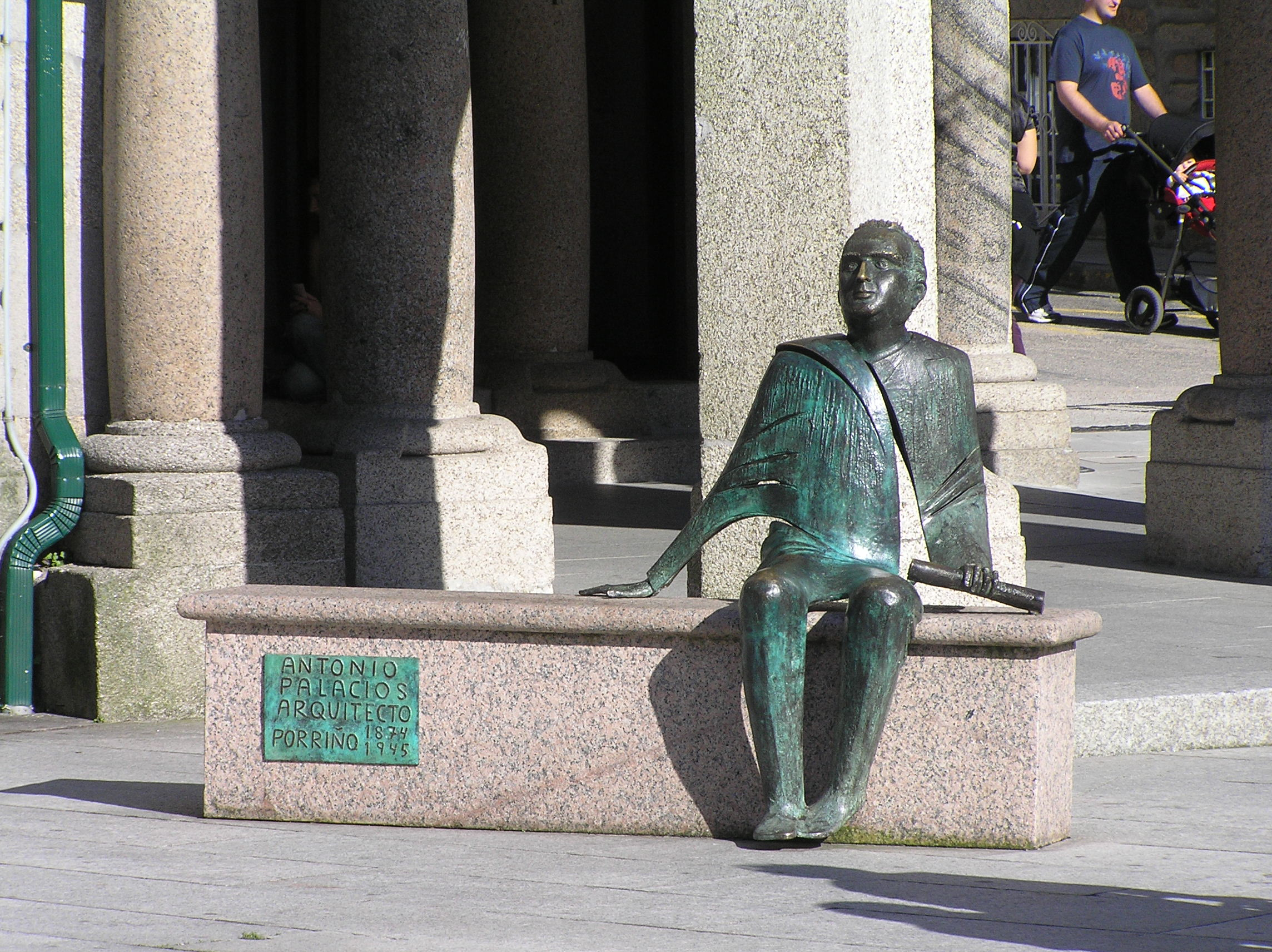
Estátua de Antonio Palacios n'O Porriño

Antonio Palacios Ramilo (O Porriño, Pontevedra, 1874 — Madrid, 1945) foi um arquitecto galego-espanhol.

## Obras
Na Galiza
- Fonte do Cristo (1904), O Porriño.
- Pavilhão de Recreo (), Paseo da Ferradura, Santiago de Compostela.
- Monumento da Virxe da Roca (1910), Baiona.
- Botica Nova (1915), O Porriño, para o seu irmão, farmacéutico.
- Hotel-Sanatorio (1917), Mondariz.
- Casa do Concello do Porriño (1918).
- Teatro García Barbón (1926-1927), Vigo, hoje Centro cultural Caixanova.
- Vivendas en Praia América, Vigo.
- Templo Votivo do Mar (1932-1937), Panxón.
- Mosteiro da Visitación das Salesas (1942), Teis, Vigo.
- Banca Viñas Aranda (1942), Vigo.
- Templo da Vera Cruz (1943-1960, O Carballiño.

No resto de Espanha
- Palácio das Comunicações
- Círculo de Belas Artes
- Banco del Río de la Plata (Banco Central)
- Hospital de Maudes
- Gran Casino (1903), Madrid, em colaboracionismo com Joaquín Otamendi.
- Edifício para a Sociedade de Autores (1923), Madrid.
- Projecto de urbanização da Alcazabilla de Málaga (1927-1932).
- Banco Mercantil e Industrial (1933-1945), Madrid.
- Santuário da Gram Promessa (1942), Valladolid.

## Galeria de imagens

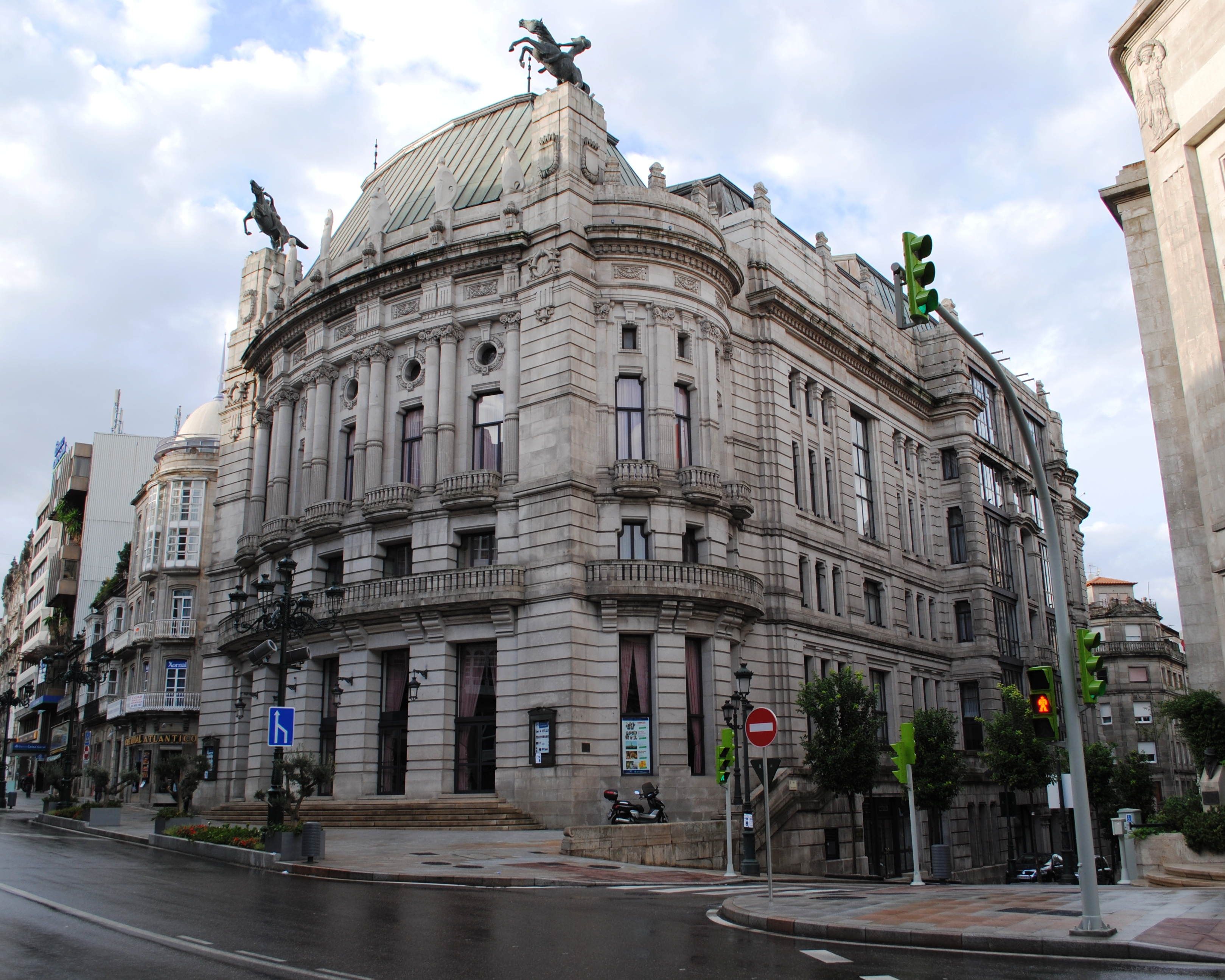
Centro Cultural Caixanova (Vigo)
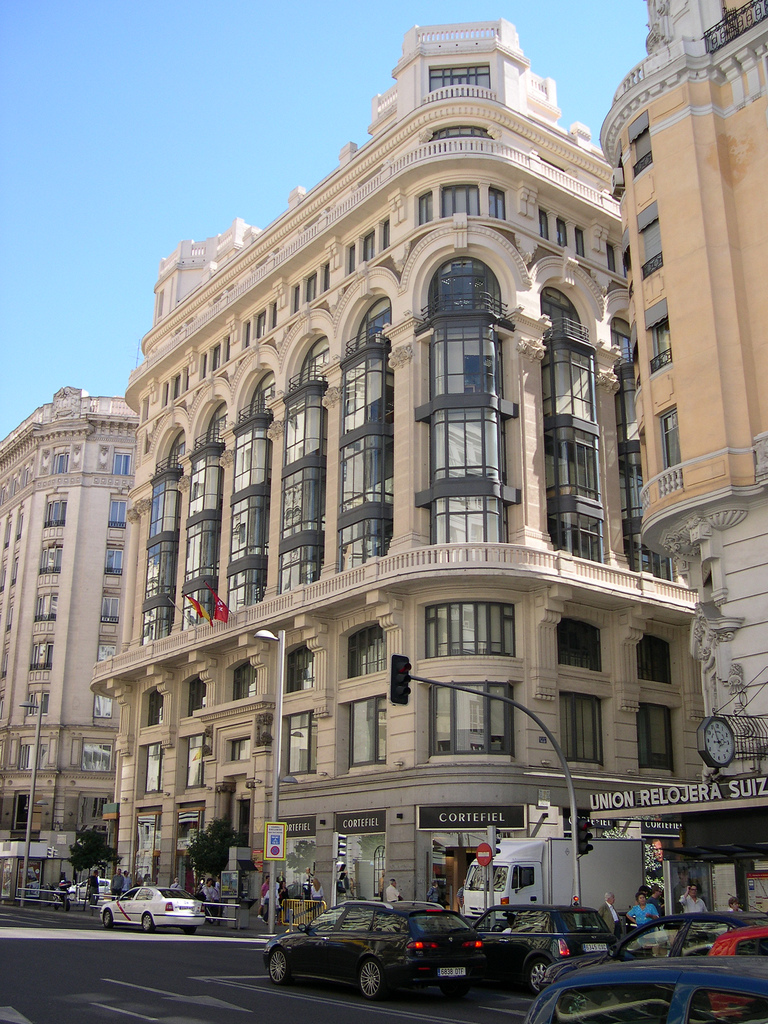
Casa Matesanz (Madrid)
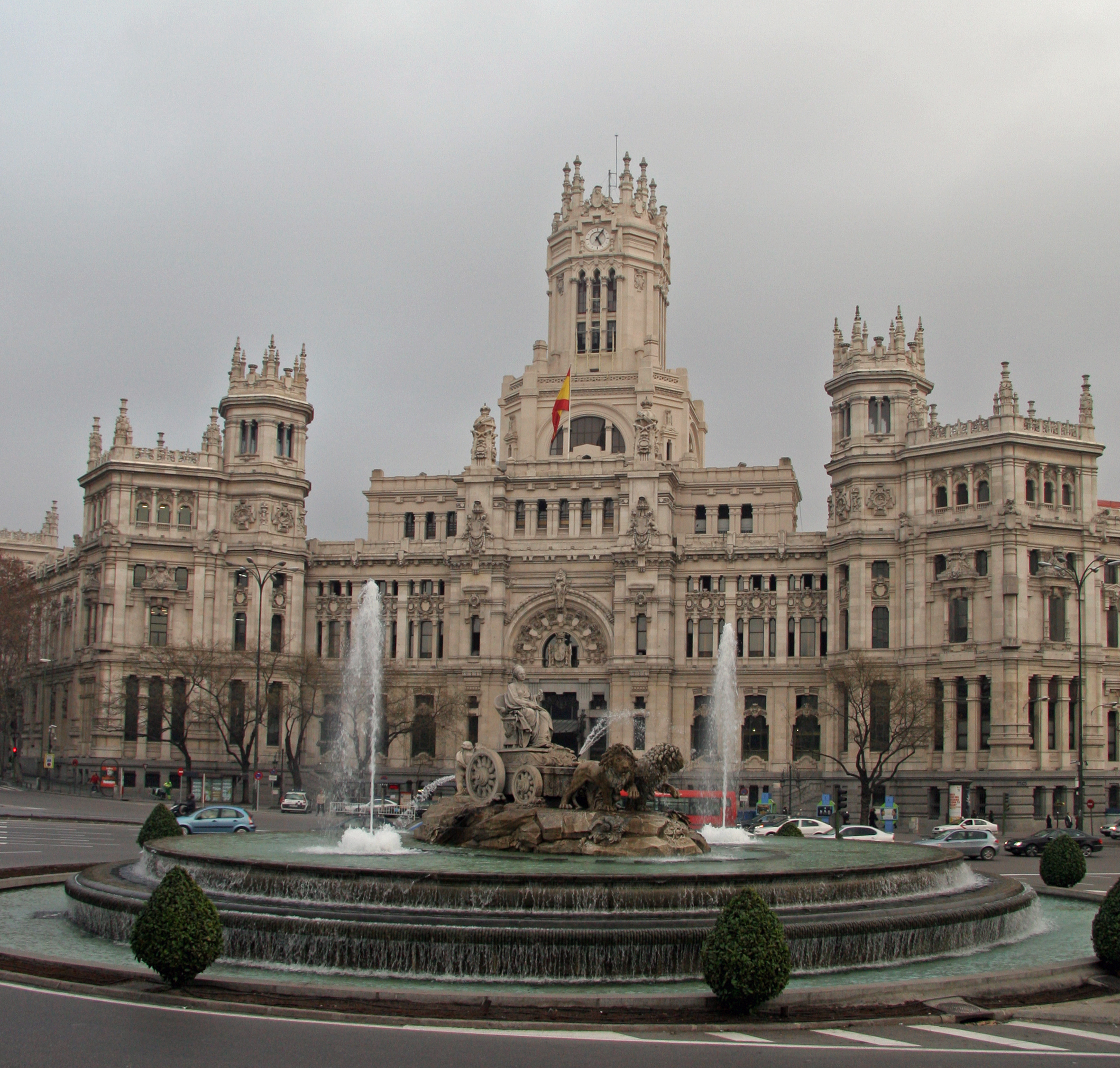
Palácio das Comunicações (Madrid)
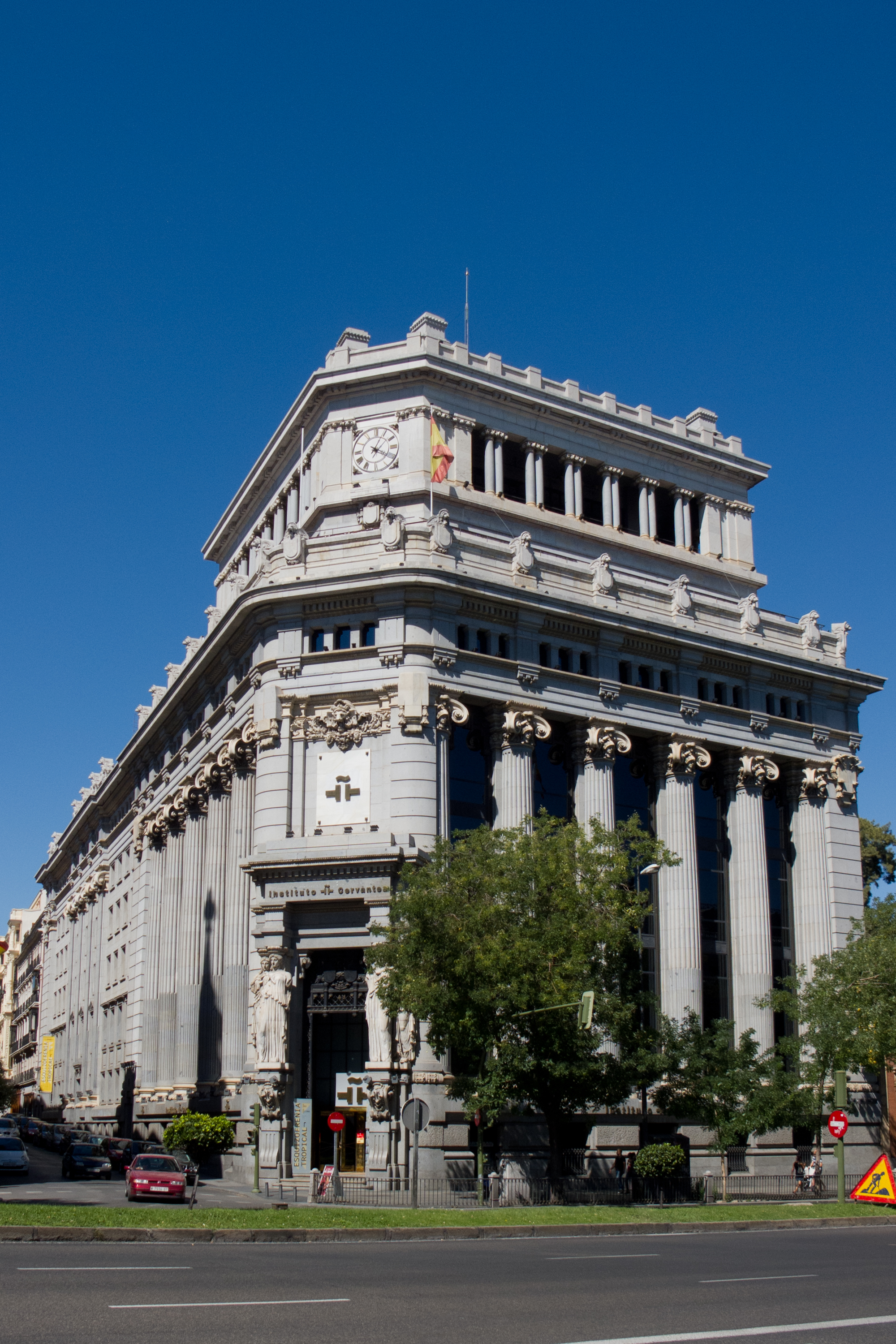
Banco Español del Río de la Plata (Madrid)